# Episcopia Romano-Catolică de Chișinău

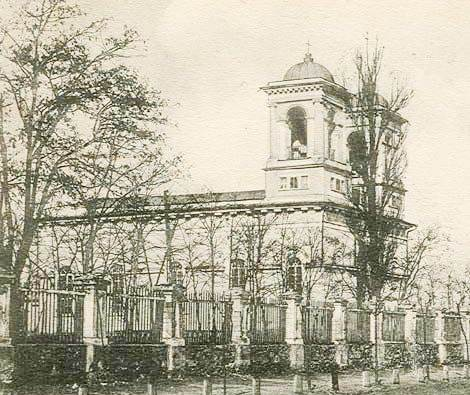
Catedrala romano-catolică din Chișinău

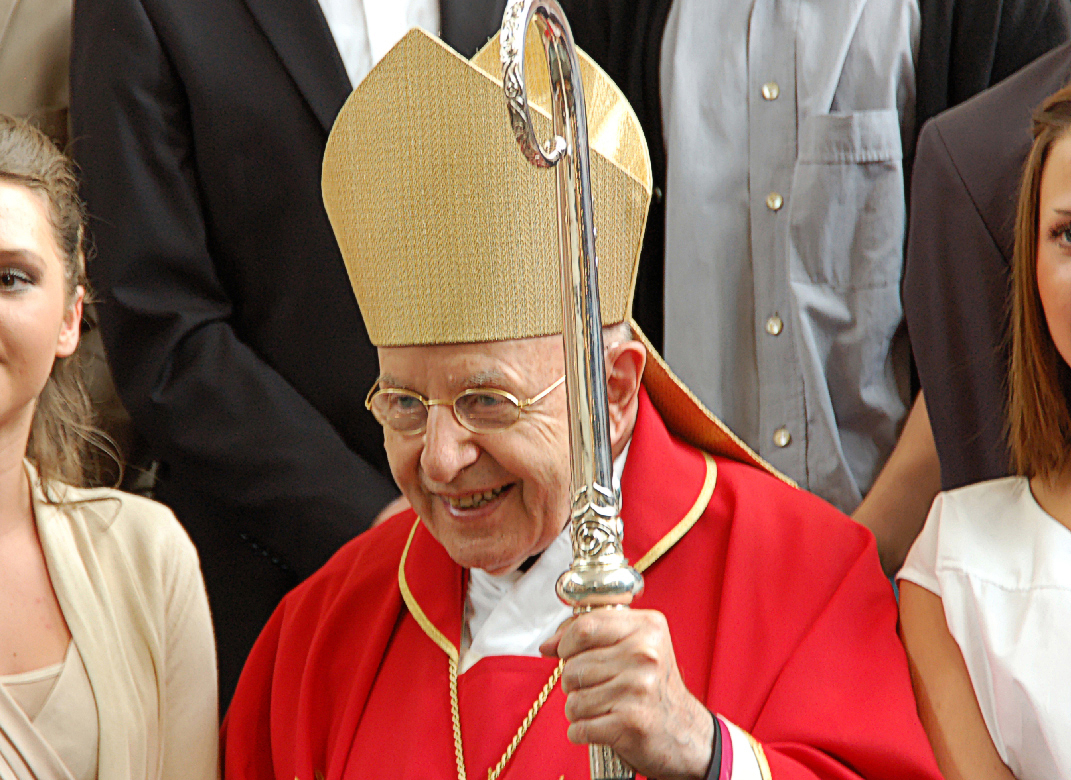
Arhiepiscopul Karl-Josef Rauber

Dieceza de Chișinău (în latină Dioecesis Chisinauensis) este o episcopie romano-catolică înființată în anul 2001 cu sediul la Chișinău. O parte din teritoriul episcopiei actuale s-a aflat în timpul URSS formal sub jurisdicția Diecezei de Iași, iar cealaltă parte sub jurisdicția formală a Diecezei de Tiraspol. Acestei situații i-a fost pus capăt în anul 2002.   
Limbile liturgice ale diecezei sunt: latina (ca limbă principală), româna, rusa și poloneza. 
Principalul lăcaș al episcopiei este Catedrala „Providența Divină” din Chișinău. 

## Istoric
În anul 1993 a fost fondată "Administratura apostolică a Bisericii romano-catolice din Republica Moldova", în urma promulgării constituției apostolice Sollicitus de spirituali, structură care a fost ridicată la rang de episcopie în data de 27 octombrie 2001. Preotul român Anton Coșa, care slujește în Republica Moldova din 1993, este episcop diecezan de Chișinău din data de 8 decembrie 2001 până în prezent, fiind subordonat direct Vaticanului.
În anul 2002, în urma negocierilor purtate de nunțiul Karl-Josef Rauber, guvernul moldovean a recunoscut oficial dieceza. Potrivit recensământului ecleziastic din 2006, în jur de 20.000 de cetățeni moldoveni (0,6%) erau de confesiune catolică, grupați în 13 parohii, față de cât s-au declarat la recensământul civil din 2004, care erau 4.645 de credincioși. Majoritatea lor erau concentrați la Chișinău și Bălți.
Conform datelor noului recensământ organizat de autoritățile centrale moldovenești în anul 2014, s-au declarat catolici 2.745 dintre cetățeni (maximum 0,14% din populația totală), grupați în 18 parohii. 
Cel mai vechi lăcaș de cult al Diecezei de Chișinău este Biserica „Sfântul Caietan” din Rașcov, monument din secolul al XVIII-lea.